# Bradycellus lugubris
Bradycellus lugubris är en skalbaggsart som beskrevs av Leconte 1848. Bradycellus lugubris ingår i släktet Bradycellus och familjen jordlöpare. Inga underarter finns listade i Catalogue of Life.